# Synchlora jucunda
Synchlora jucunda là một loài bướm đêm trong họ Geometridae.